# AMule
aMule är en öppen peer-to-peer-fildelningsklient (P2P) för eDonkey och Kad network som finns till bland annat Windows och Linux. aMule erbjuder liknande funktioner som eMule samt GeoIP.
aMule och eMule delar samma grundläggande kodning som eMule projekt, och innehåller inga adware eller spyware som ofta förekommer i peer-to-peer-program.